# Sara (film 2015)
Sara (雛妓?), noto anche con il titolo internazionale Que Sera Sera, è un film del 2015 diretto da Herman Yau.

## Trama
Dopo essere stata stuprata dal proprio patrigno, l'adolescente Sara Ho decide di fuggire di casa e conosce Kam Ho-yin, cinquantenne che cerca di aiutarla.

## Distribuzione
In Cina la pellicola è stata distribuita dalla Emperor Motion Pictures, a partire dal 5 marzo 2015.